# Salsa chateaubriand
La salsa chateaubriand (a veces denominada «salsa crapaudine») es una salsa culinaria que suele servirse con carnes rojas.
Se prepara en una serie de reducciones, y suele acompañar al filete Chateaubriand.  Otros platos, como el tournedos villaret y el tournedos villemer, también incorporan la salsa en su preparación. El origen de esta salsa es objeto de debate. Algunos atribuyen su creación al chef Montmireil, mientras que otros especulan que se originó en el restaurante Champeaux tras la publicación del libro de Chateaubriand, Itinéraire de Paris à Jérusalem (Itinerario de París a Jerusalén). 
La salsa se prepara con chalotas, champiñones, tomillo, laurel, estragón, vino blanco, caldo de ternera marrón y mantequilla maître d'hôtel (mantequilla dulce infusionada con perejil). Los ingredientes adicionales pueden incluir glaseado de carne, demi-glace, goteos de sartén, cebolla, zumo de limón, pimienta de cayena, pimienta en grano y sal. 
La preparación consiste en cocer todos los ingredientes juntos, excepto el caldo de ternera marrón y la mantequilla maître d'hôtel, hasta que esté reducido en dos tercios del contenido original. Después de esto, se añade el caldo de ternera en proporciones iguales a la cantidad de vino que se utilizó originalmente antes de la reducción, y esta mezcla se reduce a la mitad.  El último paso consiste en colar la mezcla y luego cubrirla con estragón picado y mantequilla maître d'hôtel.

## Uso
La salsa se suele servir con filete Chateaubriand preparado y servido con patatas.  Un plato que incorpora la salsa Chateaubriand es el tournedos villaret, en el que los champiñones se rellenan con la salsa y se colocan sobre tournedos, todo ello sobre tartaletas rellenas de puré de alubias. La salsa se sirve a veces como guarnición aparte, en lugar de sobre las carnes, como en el plato tournedos villemer, que se prepara con tournedos fritos colocados sobre croquetas de pollo fritas, junto con lengua, champiñones y trufa. 